# Ulrich Kollbrunner
Ulrich Kollbrunner (geb. 21. Dezember 1852 in Hüttlingen im Kanton Thurgau; gest. 22. Mai 1932 in Zürich-Enge) war ein Schweizer Ingenieur, Sekundarlehrer und Reiseschriftsteller.

## Lebensweg
Ulrich Kollbrunner wuchs als jüngstes von fünf Kindern in einer Bauernfamilie auf. Nach dem Wunsch seiner Eltern sollte er ebenfalls Landwirtschaft betreiben. Es gelang Kollbrunner jedoch, die Erlaubnis zum Besuch der Sekundarschule zu bekommen. Ein Jahr später konnte er an die Kantonsschule Frauenfeld wechseln und dort sogar eine Klasse überspringen. Nach bestandener Maturitätsprüfung studierte er am Polytechnikum Zürich und gab währenddessen Privatunterricht in Geometrie und Mathematik, um sich damit seinen Lebensunterhalt zu verdienen. Nach Abschluss seines Studiums wurde Kollbrunner Ingenieur bei der Gotthardbahn im Baulos Flüelen-Silenen. Er wurde jedoch infolge der faktischen Insolvenz der Gotthardbahn-Gesellschaft im Jahr 1877 arbeitslos. 
Auf Anraten eines Schulfreundes ergriff Kollbrunner den Lehrerberuf. Die Schulbehörde liess Kollbrunner zur Sekundarlehrerprüfung zu, ohne dass er zuvor das Primarlehrerexamen abgelegt hätte. Zunächst unterrichtete Kollbrunner vier Jahre lang an der Sekundarschule Dietikon-Urdorf. Im Frühjahr 1877 war Ulrich Kollbrunner unter den Gründern des Turnvereins STV Dietikon und wurde dessen erster Präsident.
Seit Anfang 1879 war Kollbrunner ordentliches Mitglied des Kaufmännischen Vereins Zürich.
Ab 1881 arbeitete Kollbrunner als Fachlehrer für Mathematik an der Sekundarschule in Zürich-Enge. Daneben erteilte er 23 Jahre lang auch Unterricht in Perspektive und Schattenlehre an der Kunstgewerbeschule Zürich und verfasste ein Tabellenwerk über die Schatten runder Körper. 
1894 wurde Kollbrunner Mitglied der Aufsichtskommission des Lehrerseminars in Küsnacht und blieb es dreissig Jahre lang. Er war auch Gründer und erster Präsident des Kantonalen Lehrervereins. 
Kollbrunner war im Jahr 1897 Gründungsmitglied der Züricher Zunft zu den Drei Königen.
Als Senior der Zoogründer führte er erfolgreiche Werbeaktionen für den Zoologischen Garten Zürich durch.
Als langjähriger Redakteur des Kalenders Der Wanderer und Mitherausgeber (mit Heinrich Moser) der Jugendbuchreihe Jugendland verfasste Kohlbrunner zahlreiche illustrierte Bücher und Berichte über seine Reisen in die Donauländer sowie über seine Reisen von Konstantinopel (heute: Istanbul) nach Kleinasien, nach Algerien und Tunesien, Ägypten und Abessinien (heute: Äthiopien), nach Ceylon (heute Sri Lanka) und Indien. Er war mit dem Schweizer Ingenieur Alfred Ilg (1854–1916) befreundet, der als Erster Staatsminister von Abessinien ein Berater des äthiopischen Kaisers Menelik II. und massgeblich am Bau der Bahnstrecke Dschibuti–Addis Abeba beteiligt war. Noch in seinem 76. Lebensjahr bereiste Kollbrunner in Begleitung seiner Familie Sumatra, die Philippinen und Süd-China. Über seine Reiseerlebnisse berichtete er anschaulich und lebendig in zahlreichen Vorträgen und Feuilletonbeiträgen. 
Im Sommer 1926 war Kollbrunner unter den Gründern der Hülfe für ältere Arbeitsfähige, Zürich.
Er war Mitbegründer und erster Präsident des Quartiervereins West-Enge sowie Ehrenmitglied der Gemeinnützigen Gesellschaft Enge, Mitglied von Männerchor, Turnverein, Samariterverein und zahlreicher weiterer Engemer Vereine.
Kollbrunner starb im Alter von 79 Jahren am 22. Mai 1932 in Zürich-Enge.

## Werke
- Tabellenwerk für die Schatten runder Körper
- J. Staubs Bilderbuch. Anschauungsunterricht für Kinder. Ein Buch für Haus und Schule. Verlag von Gebrüder Künzli, 6 Bände, Zürich 1899–1923
- Was erwartet der freisinnige Laie vom freisinnigen Pfarrer? Vortrag gehalten bei der 15. Hauptversammlung des „Schweiz. Vereins für freies Christentum“ am 27. Mai 1902 im Rathaussaal, Zürich
- Jugendland: ein Buch für die junge Welt und ihre Freunde. Unter Mitwirkung zahlreicher Künstler, Dichter und Dichterinnen aus allen Ländern deutscher Zunge herausgegeben von Moser, Heinrich (Hrsg.); Kollbrunner, Ulrich (Hrsg.)

- 1901: Band 1: Für Kinder bis zum Alter von acht Jahren
- 1902: Band 2: Für Kinder von acht bis zwölf Jahren
- 1903: Band 3: Für die reifere Jugend bestimmt

- Die Eisenbahn von Djibouti nach Harar. In: Jahresbericht der Geographisch-Ethnographischen Gesellschaft in Zürich pro 1903–1904, S. 41–67.
- Meine Reise nach Abessinien. Land, Volk und Herrscher (Lichtbild-Vortrag), ca. 1906
- Schweizer Pioniere der Technik. Acht Lebensbilder grosser Männer der Tat. Herausgegeben von Hanns Günther, Verlag: Rascher, Zürich 1920. Beitragende: Ernst Rüst, Konrad Falke, Kurt Ritter, Traugott Geering, U.[lrich] Kollbrunner. Porträts von Gröbli, Guyer-Zeller, Moser, Riggenbach, Geigy, Sulzer-Hirzel, Ilg, Favre.
- Meine Reise nach Abessinien. In: Schweizer Jugendschriften Nr. 03, 1923
- Interessante Züge aus dem Tierleben. In: Schweizer Jugendschriften Nr. 12, 1923
- Indien. In: Schweizer Jugendschriften Nr. 40, 1923
- Aus meinem Leben und von meinen Reisen [Ulrich Kollbrunner]. Druck und Verlag von Müller Werder & Co., Zürich 1927
- Meine Reise nach Sumatra, den Philippinen und Südchina, Druck und Verlag J. Rüegg Söhne, Zürich 1929. Mit 27 Illustrationen.